# IJmeerverbinding
De IJmeerverbinding, ook wel de "IJmeerlijn" is een oeververbinding in studie (brug en/of tunnel) tussen Amsterdam en Almere over het IJmeer. De verbinding zou Amsterdam IJburg en Almere Pampus met elkaar kunnen verbinden. Er wordt vooralsnog uitgegaan van een mogelijke uitbreiding van het Amsterdamse metronet.
De kosten, indien aan de bouw wordt begonnen, zullen naar verwachting meer dan vijf miljard euro gaan bedragen. De nieuwe verbinding (en daarmee een betere bereikbaarheid) wordt door de gemeente Almere als voorwaarde gezien voor een verdere groei (de schaalsprong naar 350.000 inwoners in 2030).
In november 2009 was de gedachte dat het kabinet in 2012 zou besluiten of de verbinding er komt, nadat een werkmaatschappij het plan beter (en rendabeler) ging uitwerken. In de werkmaatschappij participeren de gemeente Almere, het Rijk, de regio en private partijen. Begin 2016 was de stand van zaken dat het kabinetbesluit was uitgesteld tot 2017.
In februari 2020 maakten CDA en D66 bekend dat zij vinden dat de nieuwe wijk Almere Pampus, aan de westkant van Almere, inclusief de IJmeerverbinding, versneld zou moeten worden aangelegd vanwege het grote tekort aan betaalbare woningen in Amsterdam en omgeving. Bedoeling van de nieuwe plannen was om vóór 2025 de nieuwbouwplannen voor 25.000 woningen te realiseren.